# Here (企業)
HERE（ヒア）はオランダの地図データ・位置情報技術のプラットフォームを提供する会社である。
Audi、Bosch、BMW Group、Continental、Intel Capital、三菱商事、Mercedes-Benz、NTT、パイオニアの9社が出資する。
元々は1986年から2007年まではNAVTEQというブランド名だった。2007年にノキアによって買収され、2011年までOvi Mapsというブランド名が、2011年から2012年まではNokia Mapsというブランド名が使用された。2012年11月13日にブランド名を現在のHereに変更すると発表した。 さらに2015年にノキアよりドイツの自動車メーカー連合に売却された。

## 概要
HEREは地図、航空写真の表示方式が用意され、各々でズームを調節し全世界を俯瞰することができる。また3D表示機能も備わっている。
地図データは主にNavteqのデータを利用しているが、中華人民共和国（香港とマカオを含む）はNavInfoのデータを、イランはTHTCのデータを利用している。。
日本語版は2012年8月31日現在出ておらず、日本国内の地図提供もされていないため日本国内の地図の精度も粗い。
ちなみに航空写真は中華人民共和国やインドなど各国の政治配慮により低解像度のみの提供だったり意図的にずらされていることもある。また、2011年7月9日現在中華人民共和国で外資系の企業で唯一インターネット上での地図検索サービスの免許を持っている。
地図を編集できる機能もあるが、ごく限られた一部地域のみであり、日本などには対応していない。